# ベスト・コンディション 〜kinmokusei single collection〜
『ベスト・コンディション 〜kinmokusei single collection〜』（ベスト・コンディション キンモクセイ・シングル・コレクション）は、キンモクセイが2007年11月21日に発表した、初のベスト・アルバムで、活動休止前の最後のアルバムともなる。

## 解説
2009年9月2日には完全生産限定盤としてBlu-spec CD化され、Singles Discの収録曲が収録されリリースされた。
2019年にはBonus Discの内容を一部変更し、未発表曲を追加収録した「ベスト・コンディション+レアトラックス」が完全生産限定盤でリリースされた。 

## 収録曲
- 全作詞・作曲：伊藤俊吾（特記以外）

### Singles Disc
1. 僕の行方
編曲：キンモクセイ
  - 1stシングル。シングルバージョンはアルバム初収録。
2. 二人のアカボシ
編曲：キンモクセイ&澤近泰輔
  - 2ndシングル。
3. 七色の風
編曲：キンモクセイ&佐橋佳幸
  - 3rdシングル。
4. さらば
編曲：キンモクセイ、ホーン・アレンジ：澤近泰輔
  - 4thシングル。
5. 車線変更25時
編曲：キンモクセイ&佐橋佳幸
  - 5thシングル。
6. 同じ空の下で
編曲：佐橋佳幸
  - 6thシングル。
7. 人とコウモリ
作曲：白井雄介、編曲：佐橋佳幸
  - 7thシングル。
8. 日曜日の夜
作詞：伊藤俊吾&後藤秀人、作曲：後藤秀人、編曲：キンモクセイ&鈴木茂
  - 7thシングル。
9. メロディ
編曲：キンモクセイ&佐橋佳幸
  - 8thシングル。
10. むすんでひらいて
編曲：キンモクセイ&佐橋佳幸
  - 10thシングル。
11. 夢で逢えたら
作詞・作曲:大瀧詠一、編曲：キンモクセイ
  - 11thシングル。
12. SUMMER MUSIC
編曲：キンモクセイ&澤近泰輔
  - 12thシングル。
13. 冬の磁石
作曲：後藤秀人、編曲：キンモクセイ&澤近泰輔
  - 13thシングル。
14. さよならの表情
編曲：キンモクセイ&澤近泰輔
  - 14thシングル。アルバム初収録。
  - 毎日放送『世界ウルルン滞在記』エンディングテーマ。
15. 金木犀の花
編曲：キンモクセイ&桜井秀俊
  - 15thシングル。アルバム初収録。

### Bonus Disc
1. 涙の木の唄
編曲：キンモクセイ&澤近泰輔
  - 新曲。ライブでは以前から演奏しており、ファンからの要望に応え初音源化。
2. 二人のムラサキ東京
編曲：キンモクセイ&佐橋佳幸
3. オヤスミナサイ
編曲：キンモクセイ
  - トリビュートアルバム『DEATH NOTE TRIBUTE』収録。
4. さくら
作曲：後藤秀人、編曲：キンモクセイ
  - 5thアルバムのキンモクセイオリジナルタイトルトラック。
5. 追い風マークII
作詞・作曲：白井雄介、編曲：キンモクセイ
6. 逃げろ
編曲：キンモクセイ
  - アルバム初収録。
7. 二人にしやがれ
編曲：キンモクセイ
  - アルバム初収録。沢田研二へのオマージュあふれる曲。
8. 波
編曲：キンモクセイ
  - メジャーアルバム初収録。インディーズアルバム｢キンモクセイの約18分｣にも収録。現在ではほとんどライブで演奏されることはない。
9. 夢を見させて
編曲：キンモクセイ&佐橋佳幸
  - アルバム初収録。歌詞は援助交際を描いている。
10. ふれあいUSA
作詞・作曲：白井雄介、編曲：キンモクセイ
  - アルバム初収録。
11. 恋人なくした〜冬〜
編曲：キンモクセイ&佐橋佳幸
  - アルバム初収録。
12. ちょうど今から
編曲：キンモクセイ
  - アルバム初収録。『あいのり』を意識して作られた。
13. 僕の夏
編曲：キンモクセイ&澤近泰輔
  - アルバム初収録。「SUMMER MUSIC」と最後まで表題曲を争った。
14. 優しい人になりたい
編曲：キンモクセイ
15. 真っ赤な林檎にお願い
編曲：キンモクセイ
  - サディスティック・ミカ・バンドの｢タイムマシンにおねがい｣へのオマージュをたっぷり注いだ曲。
16. さよならの表情〜Sunset Ballad〜
編曲：キンモクセイ&澤近泰輔
  - 「さよならの表情」の未発表バージョン。当初伊藤が書いた時のイメージに近いバラードバージョン。

### レアトラックス（2019年盤）
1. 逃げろ
編曲：キンモクセイ、高山一也
2. 夢を見させて
編曲：キンモクセイ、高山一也
3. さらば
編曲：キンモクセイ、高山一也
4. 波
編曲：キンモクセイ、高山一也
5. しんしんかんせん
作詞・作曲：伊藤俊吾 / 編曲：キンモクセイ
6. 東京タワー
作詞・作曲：佐々木良、伊藤俊吾 / 編曲：キンモクセイ
7. 花について
作詞・作曲：伊藤俊吾 / 編曲：キンモクセイ
8. SAKE
作詞・作曲：後藤秀人 / 編曲：キンモクセイ
9. オリジナルの恋じゃないけど
作詞：伊藤俊吾 / 作曲：後藤秀人 / 編曲：キンモクセイ
10. アシタ 2019 New Mix
作詞・作曲：伊藤俊吾 / 編曲：キンモクセイ